# Henri Lemaître
Henri Lemaître (* 17. Oktober 1921 in Mortsel, Belgien; † 20. April 2003 in Rom) war römisch-katholischer Erzbischof und vatikanischer Diplomat.

## Leben
Henri Lemaître studierte am Priesterseminar Mecheln und empfing am 28. Juli 1946 die Priesterweihe. Papst Paul VI. ernannte ihn 1969 zum Titularerzbischof von Tongeren. Die Bischofsweihe spendete ihm am 20. Juli 1969 Léon-Joseph Kardinal Suenens, Erzbischof von Mechelen. Mitkonsekratoren waren Erzbischof und späterer Kurienkardinal Opilio Rossi und der Bischof von Antwerpen, Jules Victor Daem.
Lemaître trat in den diplomatischen Dienst der römischen Kurie ein und war von 1969 bis 1975 Apostolischer Nuntius in Vietnam und Kambodscha, von 1975 bis 1981 in Uganda, von 1985 bis 1992 in Dänemark, Finnland, Island, Norwegen und Schweden sowie zuletzt in den Niederlanden von 1992 bis 1997.
Seinem Rücktrittsgesuch wurde 1997 durch Papst Johannes Paul II. stattgegeben.